# The Diam Piece
Albums de Diamond D
The Huge Hefner Chronicles
(2008)
The Diam Piece est le cinquième album studio de Diamond D, sorti le 30 septembre 2014.
Lors d'une interview donnée au site unkut.com, Diamond D a déclaré que cet opus était plus ou moins un album de producteur sur lequel il avait travaillé pendant deux et demi. Il a enregistré 27 titres mais n'en a sélectionné que 18. Il a travaillé avec des artistes en studio mais également à distance (en raison de tournées notamment). Dans ce cas, il leur envoyait la musique et ils lui retournaient le morceau travaillé. Si la piste qu'il transmettait comprenait un sample, cela donnait à l'artiste une direction à suivre. Dans le cas contraire, cela laissait une plus grande liberté au MC.
The Diam Piece comprend de nombreux featurings de rappeurs de premier plan, parmi lesquels Pharoahe Monch, Talib Kweli, Fat Joe, Pete Rock, AG, The Alchemist ou encore Evidence.
L'album s'est classé 23e au Top Rap Albums et au Top Heatseekers et 41e au Top R&B/Hip-Hop Albums.

## Liste des titres
Tous les morceaux sont produits par Diamond D, à l'exception de Superman, produit par DJ Scratch.
| No  | Titre                                                               | Contient un (des) sample(s) de                                             | Durée |
| --- | ------------------------------------------------------------------- | -------------------------------------------------------------------------- | ----- |
| 1.  | Rap Life (featuring Pharoahe Monch)                                 |                                                                            | 2:53  |
| 2.  | Where's the Love (featuring Talib Kweli, Elzhi et Skyzoo)           | Starship Trooper de Yes Heart of the City (Ain't No Love) de Jay-Z         | 3:50  |
| 3.  | Its Nothin (featuring Fat Joe, Chi Ali et Freddie Foxxx)            | I've Been Watching You du Southside Movement At the Helm des Hieroglyphics | 3:11  |
| 4.  | Only Way 2 Go (featuring Pete Rock)                                 | Soul Survivor de Young Jeezy featuring Akon Wichita Lineman des Meters     | 2:36  |
| 5.  | Hard Days (featuring The Pharcyde)                                  |                                                                            | 3:13  |
| 6.  | I Ain't the One to Fuc Wit (featuring Scram Jones)                  |                                                                            | 2:37  |
| 7.  | Pump Ya Brakes (featuring Rapsody, Boog Brown et Stacy Epps)        | Skylab des Electronic Butterflies Sun Goddess de Ramsey Lewis              | 3:54  |
| 8.  | Take Em Off da Map (featuring Black Rob)                            | Slaughter's Theme de James Brown                                           | 3:40  |
| 9.  | We Are the People of the World (featuring Kurupt et Tha Alkaholiks) |                                                                            | 2:58  |
| 10. | Jose Feliciano                                                      |                                                                            | 3:15  |
| 11. | Handz Up (featuring Hi-Tek)                                         | Exercise Run de Coleridge-Taylor Perkinson                                 | 2:38  |
| 12. | Pain (featuring AG et Chino XL)                                     |                                                                            | 4:16  |
| 13. | Vanity (featuring Nottz)                                            | Pride and Vanity des Ohio Players                                          | 2:31  |
| 14. | Its Magic (featuring The Alchemist et Evidence)                     |                                                                            | 2:04  |
| 15. | The Game (featuring Grand Daddy I.U.)                               | Tiger Theme / Angelique du Clay Pitts Orchestra                            | 3:47  |
| 16. | Let the Music Talk (featuring Kev Brown)                            |                                                                            | 2:53  |
| 17. | Ace of Diamonds (featuring Masta Ace)                               |                                                                            | 3:02  |
| 18. | 187 (featuring Guilty Simpson et Ras Kass)                          |                                                                            | 2:40  |

| 19. | Superman | 2:56 |